# Viloria de la Jurisdicción
Viloria de la Jurisdicción es una localidad española, perteneciente al municipio de Onzonilla, en la provincia de León, inserta en el área del Alfoz de León, en la Comunidad Autónoma de Castilla y León.
Situado a la margen derecha del arroyo de la Oncina, afluente del Río Esla.
Los terrenos de Viloria de la Jurisdicción limitan con los de Onzonilla al norte, Torneros del Bernesga y Sotico al noreste, Villadesoto y Grulleros al este, Vega de Infanzones al sureste, Cembranos al sur, Antimio de Abajo al oeste y Antimio de Arriba y Villanueva del Carnero al noroeste.
Perteneció a la antigua Hermandad de Vega con Ardón.